# Juusankai wa Gekkou
Juusankai wa Gekkou (十三階は月光) é o décimo quarto álbum de estúdio da banda japonesa de rock Buck-Tick, lançado em 5 de abril de 2005 pela gravadora BMG Funhouse.

## Recepção
Alcançou a quarta posição nas paradas da Oricon Albums Chart e vendeu cerca de 40,000 cópias. Na Billboard, alcançou a quinta posição.

## Faixas
| N.º            | Título                                       | Letras         | Música         | Duração |  |
| 1.             | "Enter Clown"                                | Instrumental   | Imai           | 3:16    |  |
| 2.             | "Kourin" (降臨)                              | Sakurai        | Imai           | 5:27    |  |
| 3.             | "Doukeshi A" (道化師A)                       | Sakurai        | Imai           | 3:54    |  |
| 4.             | "Cabaret"                                    | Sakurai        | Hide           | 4:22    |  |
| 5.             | "Ijin no Yoru" (異人の夜)                    | Sakurai        | Hide           | 4:12    |  |
| 6.             | "Clown Loves Señorita"                       | Instrumental   | Imai           | 1:57    |  |
| 7.             | "Goblin"                                     | Sakurai        | Imai           | 4:07    |  |
| 8.             | "Alive"                                      | Sakurai        | Imai           | 4:08    |  |
| 9.             | "Gesshoku" (月蝕)                            | Sakurai        | Imai           | 4:42    |  |
| 10.            | "Lullaby II"                                 | Instrumental   | Imai           | 1:49    |  |
| 11.            | "Doll"                                       | Sakurai        | Imai           | 4:13    |  |
| 12.            | "Passion"                                    | Sakurai        | Hide           | 5:15    |  |
| 13.            | "13byou" (13秒)                              | Instrumental   | Imai           | 0:13    |  |
| 14.            | "Romance -Incubo-"                           | Sakurai        | Imai           | 4:35    |  |
| 15.            | "Seraphim"                                   | Imai           | Imai           | 3:14    |  |
| 16.            | "Muma - The Nightmare" (夢魔 -The Nightmare) | Sakurai        | Imai           | 5:53    |  |
| 17.            | "Diabolo -Lucifer-"                          | Sakurai        | Imai           | 3:52    |  |
| 18.            | "Who's Clown ?"                              | Instrumental   | Imai           | 2:58    |  |
| Duração total: | Duração total:                               | Duração total: | Duração total: | 68:17   |  |

## Ficha técnica

### Buck-Tick
- Atsushi Sakurai - vocais
- Hisashi Imai - guitarra solo
- Hidehiko "Hide" Hoshino - guitarra rítmica
- Yutaka "U-ta" Higuchi - baixo
- Toll Yagami - bateria

### Músicos adicionais
- Kazutoshi Yokoyama - sintetizador, piano, orgão, celesta e manipulação

### Produção
- Hitoshi Hiruma - gravação, mixação e co-produção
- Junichi Tanaka - direção de vocal
- Katsushige Okazaki - direção de bateria
- Kazunori Akita - direção de arte e design
- Shigenobu Karube - produtor executivo
- Kotaro Kojima - masterização
- Hiroshi Nomura - fotografia
- Katsutoshi Suzuki - promotor de vendas
- Kaori Wada - coordenadora visual